# Саматов, Олег Анатольевич
Олег Анатольевич Саматов (род. 20 июня 1965, Калининград, Московская область) — российский футболист, полузащитник, после завершения карьеры игрока — тренер.

## Биография
Выступать начал в 1983 году в команде КФК родного города «Вымпел». В 1986—1988 играл за команду Государственного института физической культуры. Первая команда мастеров — «Уралец» Уральск (1989). Также выступал за московские «Локомотив» (1989—1993) и «Динамо» (1994—1996), ставропольское «Динамо» (1996), раменский «Сатурн» (1997—1998), белорусскую "«Славию» Мозырь и московский «Спортакадемклуб», в котором в 2002 году завершил профессиональную карьеру, а на следующий год стал главным тренером команды. Также тренировал новотроицкую «Носту» (2005—2009).
Работает тренером по физподготовке. С февраля 2012 года в тульском «Арсенале», в июне 2015 — июле 2016 в московском «Спартаке», в 2017 году — в самарских «Крыльях Советов», в сезонах 2017/18 и 2018/19 — в красноярском «Енисее». С 10 января 2020 года по 16 марта 2021 года входил в тренерский штаб Романа Пилипчука в московском «Спартаке-2». В июне 2022 года вошёл в тренерский штаб Романа Шаронова в «СКА-Хабаровске». В январе 2024 года пополнил тренерский штаб «Шинника».

## Достижения
- Чемпионат Белоруссии: 2000
- Серебряный призёр Чемпионат Белоруссии: 1999
- Обладатель Кубка России: 1994/1995.
- Обладатель Кубка Белоруссии: 1999/2000.